# آنا فالينتينوفيتش
آنا فالينتينوفيتش (كنيتها قبل الزواج لوبتشيك؛ 15 أغسطس 1929 - 10 أبريل 2010) هي ناشطة نقابية حرة بولندية ومؤسس مشارك لسوليدارتي، أول نقابة عمالية غير شيوعية في الكتلة الشرقية. كان طردها من وظيفتها في حوض لينين لبناء السفن في غدانسك في أغسطس 1980 هو الحدث الذي أشعل الإضراب في حوض بناء السفن، وأدى إلى موجة من الإضرابات عبر بولندا، وشل سواحل البلطيق بسرعة. وفي النهاية، حولت لجنة الإضراب البيئي ومقرها حوض بناء السفن في غدانسك نفسها إلى سوليدارتي. بحلول شهر سبتمبر، كان أكثر من مليون عامل قد أضربوا دعمًا للمطالب الإحدى والعشرين للجنة الإضراب البيئي، ما جعله أكبر إضراب على الإطلاق.
أصبح اعتقال فالينتينوفيتش شعارًا منظمًا (أعيدوا آنا فالينتينوفيتش إلى العمل!) في الأيام الأولى لإضراب غدانسك. ويشار إليها من قبل البعض على أنها «أم بولندا المستقلة». كانت آنا من بين الشخصيات البارزة التي قُتلت في حادث تحطم طائرة تابعة للقوات الجوية البولندية عام 2010 من طراز تي يو 154 بالقرب من سمولينسك في روسيا، والذي أودى أيضًا بحياة رئيس بولندا وزوجته وكبار قادة القوات المسلحة البولندية.
في عام 2006، حصلت آنا على أعلى وسام في بولندا، وسام النسر الأبيض. في عام 2020، أدرجتها مجلة تايم في قائمة 100 امرأة أثرنَ في العالم على مدار المئة عام الماضية.

## النشأة والمسيرة المهنية
ولدت فالينتينوفيتش في عام 1929 في قرية سيني بالقرب من ريفني (والتي هي الآن أوكرانيا) باسم آنا لوبتشيك، في عائلة من الشتونديين الأوكرانيين. خلال الحرب العالمية الثانية في سن العاشرة بدأت العمل كخادمة. في وقت لاحق، بعد الحرب، هاجرت إلى بولندا. بدأت فالينتينوفيتش العمل في حوض لينين لبناء السفن في غدانسك، بولندا عام 1950، في البداية كعاملة لحام، ولاحقًا كمشغل رافعة. تُعرف فالينتينوفيتش بأنها بطلة العمل الاشتراكي لعملها الشاق، أصيبت فالينتينوفيتش بخيبة أمل من النظام الشيوعي في بولندا، خاصة بعد الأحداث الدموية في ديسمبر 1970 على ساحل البلطيق. بينما كانت ناشطة وعضوًا في منظمة شبابية اشتراكية، لم تكن أبدًا عضوًا رسميًا في الحزب الشيوعي. كانت آنا كاثوليكية متدينة تؤمن بالعدالة الاجتماعية وتقف ضد الاضطهاد، وقد تأثرت بعمق في سنواتها الأخيرة بتعاليم البابا يوحنا بولس الثاني، الذي طورت معه علاقة شخصية. كانت إحدى الرسائل الأخيرة التي كتبها يوحنا بولس الثاني إلى آنا فالينتينوفيتش تتمنى لها الشفاء العاجل من إصابة في الظهر.
بدأت آنا سعيها لتحقيق العدالة بالتحدث علنًا عندما سرق أحد مشرفيها أموالًا من صندوق مكافأة العمال للعب اليانصيب. وبدلًا من توبيخ المشرف الفاسد، انقلب النظام عليها؛ فقد تعرضت للمضايقة من قبل الشرطة السرية. أصبحت العاملة المثالية وبطلة العمل الاشتراكي منشقة صريحة.

## النشاط في نقابة التجارة
انضمت فالينتينوفيتش إلى النقابات التجارية الحرة للساحل المشكلة حديثًا في عام 1978، وفي أوائل الثمانينيات جاءت لتكثيف حركة المعارضة، جنبًا إلى جنب مع زملائها من النقابات التجارية الحرة للساحل، ليش فاليسا،أندريه غوايازاده، بوغدان بروزفيتش، ألينا بينكوفيسكا، بوغدان ليسا، الإخوة ويزكوفيكسي وأندريه كولديزي. بصفتها محررة لجريدة العامل الساحلي، وزعت صحيفة إخبارية سرية في حوض بناء السفن؛ غالبًا ما كانت تتحدى السلطات، ولم يكن من غير المألوف أن تتحدى رؤسائها علنًا.

### الطرد وولادة سوليدارتي
لمشاركتها في النقابة غير الشرعية، طُردت فالينتينوفيتش من قبل حوض بناء السفن في 7 أغسطس 1980، قبل 5 أشهر من موعد تقاعدها. أثار قرار الإدارة هذا غضب العمال، الذين نظموا إضرابًا في 14 أغسطس، دافعوا فيه عن آنا فالينتينوفيتش، وطالبوا بعودتها. في التغطية المبكرة لإضراب غدانسك من قبل الصحافة الغربية (التي سمح لها بدخول حوض بناء السفن)، ذُكر اسم آنا فالينتينوفيتش قبل ليش واسا. كما ترأست قائمة لجنة الإضراب في حوض بناء السفن في غدانسك التي كتبها ليخ فاليسا. في اليوم الثالث من الإضراب، 16 أغسطس 1980، وافقت إدارة حوض بناء السفن لينين على مطالب العمال. أعلن ليخ فاليسا وآخرون انتهاء الإضراب. تُنسب معظم روايات شهود العيان إلى نساء حوض بناء السفن، آنا فالينتينوفيتش وألينا بينكوفسكا، في تحويل الإضراب على قضايا الخبز والزبدة إلى إضراب تضامني تعاطفًا مع المؤسسات الأخرى المدهشة. تمكن فالينتينوفيتش وبينكوفسكا من إغلاق بوابات حوض بناء السفن وإبقاء بعض العمال بالداخل، لكن العديد من العمال عادوا إلى منازلهم، ليعودوا في اليوم التالي.
لم يسمح لفاليسا بالاقتراب من البوابة رقم 1 أثناء مغادرته، واقتنع بتغيير خططه والعودة إلى حوض بناء السفن.
جرى التوقيع على اتفاقية غدانسك في 31 أغسطس 1980، مع الاعتراف بالحق في تنظيم نقابات عمالية حرة مستقلة عن الحزب لأول مرة في الكتلة الشيوعية. عندما سُجلت سوليدارتي بعد وقت قصير من اتفاقية غدانسك، كان لديها ما يقرب من عشرة ملايين عضو، وهي أكبر نقابة في العالم حتى الآن.

قالت فالينتينوفيتش:
«لا ينبغي أن يكون هدفنا هو تأمين شريحة خبز أكثر سمكًا إلى حد ما اليوم، حتى لو كان هذا سيجعلنا سعداء؛ يجب ألا ننسى ما هو هدفنا الحقيقي. واجبنا الرئيسي هو النظر في احتياجات الآخرين. إذا بقينا أحياء لهذا الواجب، فلن يكون هناك أناس يعانون الظلم بيننا، ونحن بدورنا لن نُعامَل بشكل غير عادل. يجب أن يكون شعارنا اليومي: مشاكلك هي أيضًا مشاكلي. يجب أن نوسع صداقتنا وأن نعزز تضامننا».
كانت آنا فالينتينوفيتش عضوًا في هيئة رئاسة لجنة الإضراب البيئي. بعد الإضراب، أصبحت عضوًا في هيئة رئاسة اللجنة التأسيسية المشتركة بين المؤسسات في فرع سوليدارتي في غدانسك. في 1 أبريل 1981، فصلتها هيئة رئاسة لجنة معهد لينين لبناء السفن التابعة لسوليدارتي من رئاسة لجنة الإضراب البيئي بشأن اتهامات ملفقة (التحريض على الإضراب، وجمع التوقيعات للتصويت على سحب الثقة من فاليسا، وتشويه تمثيل ناخبيها، والتصرف بطريقة ضارة بالنقابة). كما قررت لجنة تحقيق، لم تكن كل هذه الاتهامات باطلة فحسب، ولكن لم يكن لهيئة رئاسة حوض بناء السفن أي حق قضائي في إزالة فالينتينوفيتش من منصبها في لحنة الإضراب البيئي. ومع ذلك، أصدر عدد من خلايا إدارات سوليدارتي في حوض بناء السفن على الفور بيانات لدعم عمل هيئة الرئاسة. لقد تم ذلك جهلًا بوقائع القضية، وفي تناقض مع الأنظمة الأساسية للنقابة. لم تكن هناك مشاورات مع المعنية بالأمر كذلك. أشارت مجلة دراسات أوروبا وآسيا إلى أن هذه القضية «كانت مثالًا مثيرًا للقلق على الكيفية التي كان فيها نشطاء سوليدارتي الجدد مستعدين على الفور ليس فقط لدعم بعضهم البعض في أي مبادرة جديدة مثيرة ولكن أيضًا لتصديق الأسوأ فيما يتعلق بأحد قادة إضراب الموجة الأولى. قد ينشأ مثل هذا الموقف فيما يتعلق بفالينتينوفيتش، الشخص نفسه الذي كانت إعادته إلى حوض لينين لبناء السفن هي النقطة الرئيسية التي بدأ الإضراب فيها في الأصل، يتجاوز مجرد السخرية. إنه يوضح مدى تغير الحركة في أقل من عام، وعلاوة على ذلك، إلى أي مدى كان النشطاء الجدد متباعدون عن قادة الإضراب القدامى وعن قادة النقابات العامين». القضية المرفوعة ضد فالينتينوفيتش في اللجنة التأديبية كان يقودها جيرزي بروفزاك، وهو شريك مقرب من فاليسا. شارك حزب العمال الأوكراني المتحد أيضًا في الضغط ضد فالينتينوفيتش في هذه القضية، حيث أعلن يان لابيدزسكي، السكرتير الأول للحزب داخل حوض بناء السفن في لينين، أن فالينتينوفيتش... دمر وحدة سوليدارتي.

## وصلات خارجية
- آنا فالينتينوفيتش في قاعدة بيانات الأفلام على الإنترنت